# Песьяцкий, Иван Фёдорович
Иван Фёдорович Песьяцкий (29.08.1907 — ?) — советский инженер, конструктор, учёный, лауреат Сталинской премии.
Родился 29 августа 1907 г. в Санкт-Петербурге.
В 1930-е гг. работал в ГНИИ-8. С 1939 начальник лаборатории № 12 НИИ-9. С 14 сентября 1941 г. в РККА, техник-лейтенант. Один из создателей ТВ-установки для оперативной передачи в штаб радиолокационных данных, дававших оперативную информацию о приближении к Ленинграду вражеских самолетов. Получил тяжёлое (челюстно-лицевое) ранение.
С июля 1943 г. в НИИ-108 (заместитель директора, с 1944 начальник Лаборатории № 25 — электровакуумных приборов). 
В последующем - главный инженер ГУ МРТП, в 1959—1961 начальник главка ГКРЭ, в 1961—1990 — заместитель директора МНИТИ.
С 1951 г. доцент физтеха МГУ. Позже читал лекции в МФТИ.
Изобретатель микроканальных усилителей яркости (1940), потенциалоскопов для первой ЭВМ типа БЭСМ.
Кандидат технических наук.
Сталинская премия за 1953 год (по Постановлению от 22.10.1954) - за участие в создании быстродействующей вычислительной математической машины.
Награждён орденом Ленина (07.08.1944).